# Vexiguraleus
Vexiguraleus é um gênero de gastrópodes pertencente a família Mangeliidae.

## Espécies
- †Vexiguraleus clifdenensis Powell, 1942